# Hydaticus gondaricus
Hydaticus gondaricus är en skalbaggsart som beskrevs av Régimbart 1905. Hydaticus gondaricus ingår i släktet Hydaticus och familjen dykare. Inga underarter finns listade i Catalogue of Life.